# Перенаправление URL
Перенаправление URL (англ. URL redirection, URL forwarding, domain redirection, domain forwarding) — техника, применяемая во Всемирной паутине для того, чтобы веб-страница была доступна под несколькими URL. 

## Причины использования
Для вебмастера или владельца сайта есть несколько причин, по которым он может использовать перенаправление URL.

### Схожие доменные имена
Пользователь браузера может ввести URL-адрес с ошибкой, к примеру, «googel.com» вместо «google.com». Организации часто регистрируют такие домены «с ошибкой» и перенаправляют их на «правильные» адреса. К примеру адреса «example.com» и «example.net» могут оба перенаправлять на единый домен или веб-страницу, к примеру, на «example.org». Эта техника часто используется для резервирования других доменов верхнего уровня с одинаковыми именами. Часто также «.edu» и «.net» перенаправляют на более легко узнаваемый домен «.com».

### Переезд сайта на новый домен
Веб-страница может быть переадресована по нескольким причинам:
- веб-сайт изменил своё доменное имя
- автор мог переместить страницу сайта в новую область
- два веб-сайта могут слиться

С URL переадресацией, поступающие ссылки на устаревший URL можно послать на новый URL. Эти ссылки могут быть с других сайтов, на которых не изменили адрес ссылки. Также может быть, что пользователь сохранил «закладку» в браузере, когда сайт находился ещё на старом домене.
То же самое относится к поисковым системам. Они часто имеют устаревшие доменные имена и ссылки в их базе данных и посылают пользователей на старые URL.

### Изменение адреса страницы сайта
В случае, когда владелец сайта изменяет URL-адрес страницы на своем сайте, ему нужно проставить редирект, который укажет на какую страницу перенаправить пользователя, если он перейдет по старой ссылке. Таким образом посетители, которые будут переходить по старому адресу, будут направлены на новую страницу, а не на ошибку 404 - страница не найдена.

### Различают два вида перенаправления
Различия заключаются только в том, что разный редирект дает разные сигналы для поисковой системы. В остальном отличий нет, а посетитель не заметит разницы. 

#### Временный 302 редирект
Временный служит для временного перенаправления пользователей на новую страницу. В этом случае выдается сигнал поисковой системе, что эта страница будет возвращена обратно, но пока пользователи будут перенаправляться на новую страницу. Это может быть во время технических работ или других случаев, когда исходную страницу показывать пользователям нельзя.

#### Постоянный 301 редирект.
Постоянный редирект дает сигнал поисковой системе, что старого адреса не будет больше существовать на сайте и нужно удалить ее из индекса. 

### Ограничение на использование редиректа
Очень частое перенаправление используется мошенниками и злоумышленниками, чтобы перенаправлять пользователей на сайты содержащие вирусы или запрещенный контент, поэтому крайне не рекомендуется делать цепочку из редиректов более двух раз. Эти действия противоречат правилам и считаются технической ошибкой, от которой нужно избавиться, убрав лишний редирект.  